# Киселёв, Борис Николаевич
Бори́с Никола́евич Киселёв (15 июля 1943, Иваново — 3 февраля 2016, Северск) — советский и российский театральный актёр и режиссёр, народный артист Российской Федерации (1994).

## Биография
В юности занимался в самодеятельности. Закончил Пермский институт искусств. В 1962 году переехал в Северск. С 1963 года играл в Томском музыкально-драматическом театре (сейчас Северский музыкальный театр). Стоял у истоков создания театра.

## Награды
- Заслуженный артист РСФСР (23.12.1980).
- Народный артист Российской Федерации (09.02.1994).

## Работы в театре

### Режиссёр-постановщик
- 2000 — «Муха-цокотуха»